# 萌ゆるッ 山ガール!!
『萌ゆるッ♥山ガール!!』（もゆるっ やまガール）は、2010年7月29日から8月19日まで関西テレビで木曜日深夜に4週連続放送されたドキュメンタリー・バラエティ番組。およびDVDシリーズ作品。

## 概要
女性タレントたちが登山に初挑戦、山頂に到着するまでを密着撮影。
DVD化を前提に製作された作品であり、カメラを相手に話かけたり、胸元アップや入浴シーンといったサービスショットが挿入されるなど、グラビアアイドルのイメージビデオのような作風となっている。
なおDVD版には“映像特典”として、CCDカメラ本編未公開映像、胸部や臀部の超クローズアップアングルなどが盛り込まれている。
一方で、笑顔での入山から一変して、過酷な撮影に愚痴をこぼしたり涙を流すといった出演者のリアルな素顔も捉えている。

## 出演者
- 篠崎愛
- 谷澤恵里香
- 古瀬絵理
- 村上友梨

## 放送リスト
1. 篠崎愛 編 - 霧ヶ峰(車山)（長野県） 7月29日 26:19 - 26:50
2. 谷澤恵里香 編 - 伊吹山（滋賀県）　8月5日 25:59 - 26:30
3. 古瀬絵理 編 - 草津白根山（群馬県）　8月12日 25:59 - 26:30
4. 村上友梨 編 - 大台ヶ原山（奈良県）　8月19日 25:59 - 26:30

## スタッフ
- CAM:西脇靖記、速形豪
- ガイド：加藤芳樹
- 衣装協力：mont-bell
- 協力：トラッド、遊写、STUDIO LOOP（#2・4）、マーブル（#1）、ホリプロ（#2）、A-PLUS（#4）
- 技術：インテック
- 編集：穂積進
- 演出：佐藤正樹（メディアタウンミック）
- 企画：川元敦雄、山岡重行
- ディレクター：植田政成
- AD:竹中敏幸
- プロデューサー：堀和彦、土屋正樹、熊谷伍朗（以上#1・2・4）三橋勝宏（#1）、木邑祐介（#2・4）
- 制作協力：メディアタウンミック
- 制作：BMC（#1）、ディーレック（#2・4）
- 制作著作：関西テレビ放送、PONY CANYON

## DVD
全てポニーキャニオンより2010年9月15日発売。
- 『萌ゆるッ♥山ガール!! 篠崎愛』 - 本編72分＋特典10分
- 『萌ゆるッ♥山ガール!! 谷澤恵里香』 - 本編60分＋特典3分
- 『萌ゆるッ♥山ガール!! 古瀬絵理』 - 本編80分＋特典10分
- 『萌ゆるッ♥山ガール!! 村上友梨』 - 本編60分＋特典映像3分